# Extravasation
En médecine, une extravasation est le passage anormal d'un liquide de son canal adducteur vers les tissus environnants, soit par rupture du canal, soit par diffusion, typiquement un épanchement d'urine en dehors de sa voie excrétrice. On parle aussi d'extravasation pour la fuite de médicaments perfusés par voie intraveineuse.
On appelle également extravasation la complication liée à l'injection d'un produit médicamenteux par voie intraveineuse lorsque celui-ci se retrouve accidentellement au contact des tissus environnant le vaisseau sanguin par lequel il a été injecté.
La gravité de l'extravasation est en fonction de la toxicité du produit injecté pour les tissus environnants. Les formes les plus bénignes se manifestent localement par un œdème, une rougeur inflammatoire au niveau du point de ponction et/ou une douleur. Les formes les plus graves peuvent conduire à la nécrose des tissus adjacents.
Certaines substances comme le gadolinium (utilisé comme produit de contraste en imagerie IRM), les produits cytotoxiques notamment utilisés dans le traitement chimiothérapeutique des cancers ou encore certains antibiotiques sont très toxiques pour les tissus mous. Une extravasation peut conduire à la nécrose de ces parties molles si la quantité de produit extravasé est importante et si rien n’est fait pour en limiter les complications. 
L'utilisation d'un bandage, d'un rinçage, voire d'un drainage peut être nécessaire.